# کلید (فیلم ۱۹۶۳)
کلید (انگلیسی: The Switch) یک فیلم درام جنایی است که در سال ۱۹۶۳ منتشر شد. از بازیگران آن می‌توان به آنتونی استیل و زنا مارشال اشاره کرد.